# Dale Greig
Dale Greig (15 mei 1937 - Paisley, 12 mei 2019) was een Schotse marathonloopster. Ze liep als derde vrouw een officieel wereldrecord op de marathon.

## Loopbaan
In 1964 liep Greig tijdens de marathon op het eiland Wight een wereldrecord. Op een goedgekeurd en gemeten parkoers bleef zij als eerste vrouw ter wereld binnen de 3,5 uur door een tijd te klokken van 3:27.45. Ze deed aan hardlopen, omdat ze dat leuk vond en wilde bewijzen dat ze de klassieke afstand aankon. Op 37-jarige leeftijd won zij de eerste officiële wereldkampioenschapsmarathon, die voor veteranen in Parijs. Zij was ook de eerste vrouw die in 1972 de 54-mijlsrace van Londen naar Brighton liep.
In haar tijd wilde men niets weten van hardlopende vrouwen. Om het langeafstandslopen voor vrouwen te bevorderen, richtte ze met tien vrouwen een internationale sportkoepel op. Naast haar hardlopen was ze administratief medewerkster.
Greig werd begraven op het eiland Wight in Ryde.